# Marie-Anne Poussin-Delmas
Marie-Anne Poussin-Delmas, née le 16 avril 1958 à La Garenne-Colombes, est une dirigeante d'entreprise publique française. Elle est présidente de l’Institut d'émission des départements d'outre-mer, directrice générale de l’Institut d’émission d’outre-mer et membre du comité de direction de la Banque de France depuis avril 2017.

## Biographie

### Origines et formation
Marie-Anne Poussin-Delmas est née le 16 avril 1958 à La Garenne-Colombes. 
Elle est diplômée de l’Institut d'études politiques de Paris et de l’École supérieure de commerce de Paris.

### Carrière
Marie-Anne Poussin-Delmas entre à la Banque de France en 1982 au poste d’adjoint de direction à la succursale de Troyes, avant d’être affectée au cabinet de la Direction des titres, chargée des questions juridiques et fiscales. 
En 1989, elle est détachée au Conseil national du crédit en tant que rapporteur du groupe de place présidé par Daniel Lebègue sur l’harmonisation de la fiscalité de l’épargne en Europe.
En 1995, elle prend la tête du service de la Banque de France chargé de la tenue des comptes des banques, du Trésor et des grands clients. 
Elle est nommée adjointe au directeur des services bancaires de la Banque de France en 2001 puis directrice en 2006, poste dans lequel elle représente la Banque de France au comité national SEPA, qui vise à coordonner la mise en œuvre des moyens de paiement pan-européens en France, et lance le projet de GIE Victoires Paiement[C'est-à-dire ?] avec la Caisse des dépôts et consignations.
En 2010, elle est nommée directrice générale adjointe des ressources humaines de la Banque de France, poste dans lequel elle est principalement chargée des relations sociales et de la formation.

### Nominations
Le 28 mars 2017, le Gouverneur François Villeroy de Galhau la nomme présidente de l’Institut d'émission des départements d'outre-mer et directrice générale de l’Institut d'émission d'outre-mer.
Elle devient également membre du comité de direction de la Banque de France, membre du conseil de surveillance de BDF-Gestion et membre du conseil d’administration de la Cité de l'économie et de la monnaie.
Marie-Anne Poussin-Delmas a été nommée le 18 décembre 2019 membre de l’Observatoire de la sécurité des moyens de paiement en tant que représentant du Ministre chargé de l’Économie.

## Action à la tête des Instituts d’Émission d'outre-mer

### Refonte de la politique monétaire du franc pacifique
En juin 2018, l’IEOM annonce la refonte de la politique monétaire du franc pacifique en accord avec la Polynésie française, la Nouvelle Calédonie et Wallis-et-Futuna.
La refonte de cette politique consiste à moderniser le financement de l’économie en simplifiant les modalités de refinancement des établissements de crédit, les garanties associées à ce refinancement et le dispositif des réserves obligatoires pour les trois collectivités françaises du Pacifique.
L’Institut d’émission d’outre-mer a également aligné le taux des réserves obligatoires sur les dépôts sur ce qui existe au sein de l'Eurosystème, pour donner de la liquidité supplémentaire à l’ensemble de la zone pacifique. 
Marie-Anne Poussin-Delmas estime que ce projet permet de multiplier par 4 le potentiel de refinancement de l'ensemble de la zone franc pacifique.
Depuis le 30 novembre 2020, l’IEOM a mis en place le nouveau cadre modernisé de la politique monétaire de l’État dans la zone du franc pacifique.
Le total du refinancement de l’IEOM est de 150,3 milliards de francs pacifique à fin avril 2021 et 12,9 milliards de francs pacifique à fin décembre 2019.
Le refinancement de l'ensemble de la zone franc pacifique a donc été multiplié par 12 depuis fin décembre 2019.
Le refinancement injecté depuis fin avril 2020 correspond aux réponses apportées par l’IEOM aux conséquences de la crise sanitaire sur les économies de la zone du franc pacifique.

## Prix et distinctions
- Chevalière de la Légion d'honneur (2014)[8]
- Chevalière de l'ordre national du Mérite (2008)[9]